# Македоникос Спинтир
„Македоникос Спинтир“ (на гръцки: «Μακεδονικός Σπινθήρ», в превод Македонска искра) е гръцки вестник, издаван в град Лерин (Флорина), Гърция в 1930 година.

## История
Вестникът е издаван от Менелай Гелев (Менелаос Гелес) и редактиран от Атанас Пейков (Атанасиос Пейкос). Излиза една календарна година.